# Trika
Trika (dosłownie „trójka”, „trójca”, „triada”) – jedna z głównych koncepcji w śiwaizmie kaszmirskim, który do początku XX w. był znany właśnie pod tą nazwą, gdyż charakterystyczną cechą są różne kategorie filozoficzne uporządkowane w trójki.
Niektóre z ważniejszych triad:

## Śiwa, Śakti i Nara
Ontologicznie rzecz ujmując, istnieją trzy podstawowe kategorie:
- Śiwa – byt transcendentny
- Śakti – energia twórcza
- Nara – człowiek

## Triada energii
- Icchā Śakti – energia woli
- Jñāna Śakti – energia poznania
- Kriyā Śakti – energia działania

## Triada poznania
- Pramatri – podmiot poznający
- Pramana – sposób poznania
- Prameya – obiekt poznania

## Trzy podstawowe stany świadomości
- jāgrat – stan czuwania
- svapna – marzenia senne
- suszupti – sen bez marzeń sennych

## Trzy klasy ksiąg systemu trika
- Agama Śastra
- Spanda Śastra
- Pratyabhijna Śastra